# Ocymyrmex foreli
Ocymyrmex foreli är en myrart som beskrevs av Arnold 1916. Ocymyrmex foreli ingår i släktet Ocymyrmex och familjen myror. Inga underarter finns listade i Catalogue of Life.